# Licht roeien
Licht roeien is roeien voor mensen die niet veel wegen. Het is destijds ingevoerd om ook kleinere mensen een mogelijkheid te geven op hoog niveau in de roeiboot te presteren. In 1974 deed het lichte roeien zijn intrede op het WK (voor mannen, voor vrouwen in 1985), op de Olympische Spelen was het voor het eerst in 1996.
Bij heren mag in een ploeg geen van de roeiers zwaarder zijn dan 72,5 kg, terwijl het ploeggemiddelde 70 kg of lager moet zijn. Bij dames zijn deze gewichten respectievelijk 59 kg en 57 kg. In de maanden september tot en met januari geldt bij elke gewichtklasse een gewicht dat 2,5 kilo zwaarder is vergeleken met de zomerperiode.
Voor skiffeurs geldt het ploeggemiddelde niet, zij moeten voldoen aan de individuele gewichtseis. 
Gezien het gemiddelde gewicht bij lichte heren van 70kg kunnen de individuele gewichten per roeier nogal verschillen. Zo wordt er bij lichte 'achten' vaak een 'compensatiepik' gezien: een roeier die met zijn gewicht het ploeggemiddelde omlaag haalt.
Tijdens een roeiwedstrijd dienen lichte roeiers zich één tot twee uur voor de start te laten inwegen bij de wedstrijdleiding.
Op de Olympische Spelen worden in de lichte klasse alleen de dubbel-twee voor de lichte vrouwen en mannen verroeid.